# Artpop
ARTPOP je třetí studiové album americké zpěvačky Lady Gaga, které v listopadu 2013 vydal label Interscope Records. Jeho nahrávání bylo zveřejněno v polovině roku 2011 zatímco se zpěvačka připravovala na třetí koncertní turné „Born This Way Ball“. V srpnu 2012 pak zveřejnila název nadcházejícího alba. Spolu s ním vyšla i speciální aplikace pro chytré telefony.
Podle magazínu Billboard bude ARTPOP druhým nejočekávanějším albem roku, a to za nahrávku Britney Spears. V květnu roku 2014 vyjede umělkyně na koncertní turné „artRAVE The ARTPOP Ball“, které propaguje toto album.

## O albu
V září 2011 Gaga oznámila, že začala promýšlet své čtvrté studiové album a začíná se připravovat na Born This Way Ball Tour. Později toho roku zveřejnila, že začíná psát a nahrávat nové album, a že už má pro něj děj a název. Na otázku jak bude album znít a z čeho se bude skládat odpověděl její producent Fernando Garibay: "Je mi trochu úzko o tom mluvit právě tady a teď. Snažím se vždycky překonat naše písně a nás samotné. Jsou to vždycky neuvěřitelné písně, ale je tak mladá a má velký prostor pro růst. Je perfektní platforma k vyjadřování mě samotného. Můžete sní dělat věci, které s ostatními ne. Je to úžasné."
V interview pro MTV se nechal DJ White Shadow slyšet, že bude součásti produkce alba: "Myslím, že jejím hlavním cílem teď bude soustředit se na tourné a psaní nových písní. Poslal jsem ji pár šílených věcí. Něco zní jako písně a něco jako šílenství. Vím co pro ni je a co ne." V lednu 2012 zveřejnila na The Insider její plány na rok 2012: "Chci jít dál. Nejsem posedlá cílem, ale procesem. Chci jenom psát hudbu. Těším se na vydání dalšího alba a vydání se na tourné. Cítím se požehnaná, že patřím mezi umělce, co se živí tím co milují. V květnu 2012 její manažer Vincent Herbert řekl, že slyšel materiál z alba a poznamenal, že jsou to "šíleně skvělé záznamy".
V srpnu roku 2012 prozradila, že nové album se bude jmenovat ARTPOP. Také prohlásila, že během psaní materiálu pro album ARTPOP si byla mnohem jistější, než tomu bylo u předchozích studiových alb. Album popsala jako své první skutečné album, které zobrazí ji, jako "fénixe vstávajícího z popela". Od začátku navíc Gaga prohlašovala, že "její ARTPOP může znamenat cokoliv" a že její album je o "možnostech" – a vše je možné. Album by mělo být méně ve stylu Born This Way a více ve stylu The Fame a mělo vyjít na jaře 2013, ale kvůli jejímu zranění bylo vydání alba odloženo na podzim 2013, konkrétně na 11. listopadu. U alba prý už neudělá chyby, co udělala u Born This Way, protože fanoušky mrzelo, že z nejlepších skladeb neudělala singly a navíc, že světové turné přišlo až rok po vydání alba.
V ARTPOP éře se dočkáme videoklipu, který uzavře trilogii „Paparazzi“ – „Telephone“. Tato skladba má název „Aura“, jejíž demo i předčasně uniklo na internet. První singl z ARTPOP, „Applause“ vyšel už 12. srpna 2013. Původně měla být pilotním singlem skladba "Sexxx dreams", ale tým Gaga ji přemluvil, aby vybrala Applause. Gaga dala na začátku září otázku, která skladba z těch, které fanoušci měli možnost slyšet na iTunes Festivalu, by měla být dalším singlem. Na výběr dala skladby "Aura", "Swine", "MANiCURE" a nebo "Sexxx Dreams". Gaga nakonec vybrala jako druhý singl skladbu, kterou ještě diváci neslyšeli a to skladbu „Do What U Want“„“ V pondělí 7. října Gaga zveřejnila obal k albu, odhalování po kouskách probíhalo na billboardech na Times Square v New Yorku.
Na obalu alba je vyobrazena její socha, kterou speciálně pro obal vytvořil slavný umělec Jeff Koons. Koons je také autorem koláže, kterou album cover představuje. Dílo je zobrazením moderní Botticelliho Zrození Venuše ve stylu pop star. Prvních pul milionů kopií alba vyšlo ve speciálním obalu z růžové a stříbrné fólie. 2. listopadu 2013 kvůli předčasnému prodeji alba v Japonsku a Austrálii se celé album dostalo na internet. Gaga 10. listopadu 2013 zahájila funkci aplikace ARTPOP pro chytré telefony, kde si fanoušci budou moct časem poslechnout i nevydané písně z alba. Album se dostalo na první místo v celosvětové hitparádě, čímž se Lady Gaga stala nejúspěšnější zpěvačkou roku 2013.

## Propagace alba
Dne 1. září Gaga vystoupila Lady Gaga na iTunes Festivalu v Londýně, kde poprvé zazpívala písně "Aura", "MANiCURE", "ARTPOP", "Jewels N' Drugs" společně s T.I, Too $hort a Twista. Show dále pokračovala s "Sexxx Dreams", "Swine", "I Wanna Be With You", která se na albu objevila v upravené verzi pod názvem "Dope" a celou show zakončila Applause. Propagace alba byla i při zveřejnění obalu alba, kdy se dalo přes oficiální internetové stránky Lady Gaga sledovat postupné odhalování z New Yorku.
Dne 9. října 2013 bylo na VEVO vydáno lyric video se sestříhanou verzí písně "Aura", která sloužila jako promo k jejímu filmovému debutu Machete Kills. 24. října 2013 uspořádala v Berlíně poslechovou akci ARTPOP. Při této příležitosti poskytla i rozhovor a vystoupila s akustickou verzí písně "Gypsy". 28. října 2013 vydala jako první oficiální promo singl skladbu Venus, která měla být původně druhým oficiálním singlem z alba. 4. listopadu vydala jako druhý oficiální promo singl z alba skladbu "Dope", kterou i živě představila na prvním ročníku předávání cen Youtube Awards v New Yorku . Dne 10. listopadu 2013 se v New Yorku uskutečnila akce, kterou Gaga nazvala "artRave", kde si fanoušci mohli poslechnou album a Gaga zde i živě vystoupila. Na akci byly i vystaveny sochy Gagy, které byly vyrobeny Jeffem Koonsem pro obal alba ARTPOP. Dokonce zde i předvedla létající šaty VOLANTIS, na kterých její tým Haus of Gaga pracoval přes 2 roky. Album podpořila i v Londýně na vánočním koncertě Jingle Bell Ball. Jelikož Gaga měla problémy se svou společností, tak se dlouho dobu žádná propagace alba nekonala. Poté vystoupila v únoru s písní "ARTPOP" v Tonight show. Pár písní z alba také představila v březnu na festivalu v Austinu. Na jaře roku 2014 Gaga sedmkrát vystoupila v Roseland Ballroom.

## Singly
Pilotním singlem se stala poslední skladba z alba „Applause“. Původně měla vyjít 19. srpna 2013, ale kvůli úniku částí písně na internet ji Gaga vydala už 12. srpna 2013. Poprvé ho živě předvedla na udílení cen MTV Video Music Awards. Videoklip vyšel 19. srpna 2013 a jeho režiséry jsou nizozemští fotografové Inez van Lamsweerde and Vinoodh Matadin. V Americe se singl dostal nejvýše na 4. místo, proto ho někteří označovali za propadák. Singl se stal jejím nejúspěšnějším hitem v americký rádiích za celou její kariéru.
Druhým singlem z ARTPOP se stala píseň „Do What U Want“ a vyšla 21. října 2013. Byla původně vydána jako promo singl, ale protože měla obrovský úspěch několik hodin po vydání, tak ho Gaga změnila na druhý singl místo Venus. Nejlepším umístěním v Billboard Hot 100 byl na 13. místě. Videoklip byl natočen, ale nevyšel kvůli tomu, že videoklip měl být příliš šokující, což vzhledem k minulosti R. Kellyho nebylo vhodné. Začátkem roku 2014 vyšel i úspěšný remix, kde R. Kellyho vokály vystřídala Christina Aguilera.
Třetím singlem se po krátce odmlce, kdy řešila Gaga problémy se svým vydavatelstvím, manažerem a s videoklip k Do What U Want, stala píseň G.U.Y. Ta byla vyslána 28. března 2014 do italských rádií a do amerických až 8. dubna 2014. Videoklip vyšel již o několik dní dříve a to 22. března 2014. Jednalo se o speciální projekt, který dostal název "An ARTPOP film" a zahrnoval i kousky písní "ARTPOP" a "Venus".

## Seznam skladeb
| Pořadí         | Název                                            | Hudba                                                | Text | Délka |
| -------------- | ------------------------------------------------ | ---------------------------------------------------- | --- | ----- |
| 1.             | Aura                                             | Zedd, Infected Mushroom, Lady Gaga                   | Lady Gaga, Zedd, Infected Mushroom                                                                                    | 3:55  |
| 2.             | Venus                                            | Lady Gaga, Madeon                                    | Lady Gaga, DJ White Shadow, Madeon, Dino Zisis, Nick Monson, Sun Ra                                                   | 3:53  |
| 3.             | G.U.Y.                                           | Zedd, Lady Gaga                                      | Lady Gaga, Zedd | 3:52  |
| 4.             | Sexxx Dreams                                     | Dj White Shadow, Lady Gaga                           | Lady Gaga, DJ White Shadow, Martin Bresso, William Grigahcine                                                         | 3:34  |
| 5.             | Jewels N' Drugs (Ft. T.I., Too $hort and Twista) | DJ White Shadow, Lady Gaga, Nick Monson, Dino Zisis  | Lady Gaga, DJ White Shadow, Nick Monson, Dino Zisis, Twista, Too $hort, T.I.                                          | 3:48  |
| 6.             | MANiCURE                                         | DJ White Shadow, Lady Gaga, Nick Monson, Dino Zisis  | Lady Gaga, DJ White Shadow, Dino Zisis, Nick Monson                                                                   | 3:19  |
| 7.             | Do What U Want (Ft. R. Kelly)                    | DJ White Shadow, Lady Gaga                           | Lady Gaga, DJ White Shadow, Martin Bresso, William Grigahcine, R. Kelly                                               | 3:47  |
| 8.             | ARTPOP                                           | DJ White Shadow, Lady Gaga, Nick Monson, Dino Zisis  | Lady Gaga, DJ White Shadow, Dino Zisis, Nick Monson                                                                   | 4:07  |
| 9.             | Swine                                            | DJ White Shadow, Lady Gaga, Nick Monson, Dino Zisis  | Lady Gaga, DJ White Shadow, Dino Zisis, Nick Monson                                                                   | 4:28  |
| 10.            | Donatella                                        | Zedd, Lady Gaga                                      | Lady Gaga, Zedd | 4:24  |
| 11.            | Fashion!                                         | Giorgio Tuinfort, will.i.am, David Guetta, Lady Gaga | Lady Gaga, Giorgio Tuinfort, will.i.am, David Guetta, DJ White Shadow                                                 | 3:59  |
| 12.            | Mary Jane Holland                                | Madeon, Lady Gaga                                    | Lady Gaga, Madeon | 4:37  |
| 13.            | Dope                                             | Rick Rubin, Lady Gaga                                | Lady Gaga, DJ White Shadow, Nick Monson, Dino Zisis,                                                                  | 3:41  |
| 14.            | Gypsy                                            | Madeon, Lady Gaga                                    | Lady Gaga, RedOne, Madeon, DJ White Shadow                                                                            | 4:08  |
| 15.            | Applause                                         | DJ White Shadow, Lady Gaga, Nick Monson, Dino Zisis  | Lady Gaga, DJ White Shadow, Dino Zisis, Nick Monson, Martin Bresso, Nicolas Mercier, Julian Arias, William Grigahcine | 3:32  |
| Celková délka: | Celková délka:                                   | Celková délka:                                       | Celková délka: | 59:04 |

## Hudební příčky
| Období (2013)          | Max. příčka |
| ---------------------- | ----------- |
| Argentina              | 8           |
| Austrálie              | 2           |
| Belgie                 | 2           |
| Brazílie               | 1           |
| Česko                  | 3           |
| Čína                   | 1           |
| Dánsko                 | 5           |
| Finsko                 | 3           |
| Francie                | 3           |
| Chorvatsko             | 1           |
| Itálie                 | 2           |
| Irsko                  | 2           |
| Japonsko               | 1           |
| Jižní Korea            | 3           |
| Kanada                 | 3           |
| Maďarsko               | 17          |
| Mexiko                 | 1           |
| Německo                | 3           |
| Nizozemsko             | 4           |
| Norsko                 | 4           |
| Nový Zéland            | 2           |
| Polsko                 | 8           |
| Rakousko               | 1           |
| Rusko                  | 1           |
| Řecko                  | 4           |
| Skotsko                | 1           |
| Spojené království     | 1           |
| Spojené státy americké | 1           |
| Španělsko              | 3           |
| Švédsko                | 6           |
| Švýcarsko              | 2           |
| Švýcarsko (Romandie)   | 1           |
| Tchaj-wan              | 7           |